# 聖胡安包蒂斯塔 (蘇奇特佩克斯省)
聖胡安包蒂斯塔（西班牙語：San Juan Bautista），是危地馬拉的城鎮，位於該國西南部，由蘇奇特佩克斯省負責管轄，面積52平方公里，海拔高度271米，2002年人口6,124，人口密度每平方公里117.77人。
14°25′N 91°11′W / 14.417°N 91.183°W